# Mesophoxus laperusi
Mesophoxus laperusi is een vlokreeftensoort uit de familie van de Phoxocephalidae. De wetenschappelijke naam van de soort is voor het eerst geldig gepubliceerd in 1977 door Gurjanova.